# El Casot (Toralla)
El Casot és una muntanya de 803,9 metres que es troba al municipi de la Conca de Dalt, a la comarca del Pallars Jussà, a l'antic terme de Toralla i Serradell.
Està situat al sud-est d'Erinyà i a llevant de Toralla, a prop i al sud-est de lo Tossalet, a llevant de Mascarell.